# Знаки поштової оплати України 2016

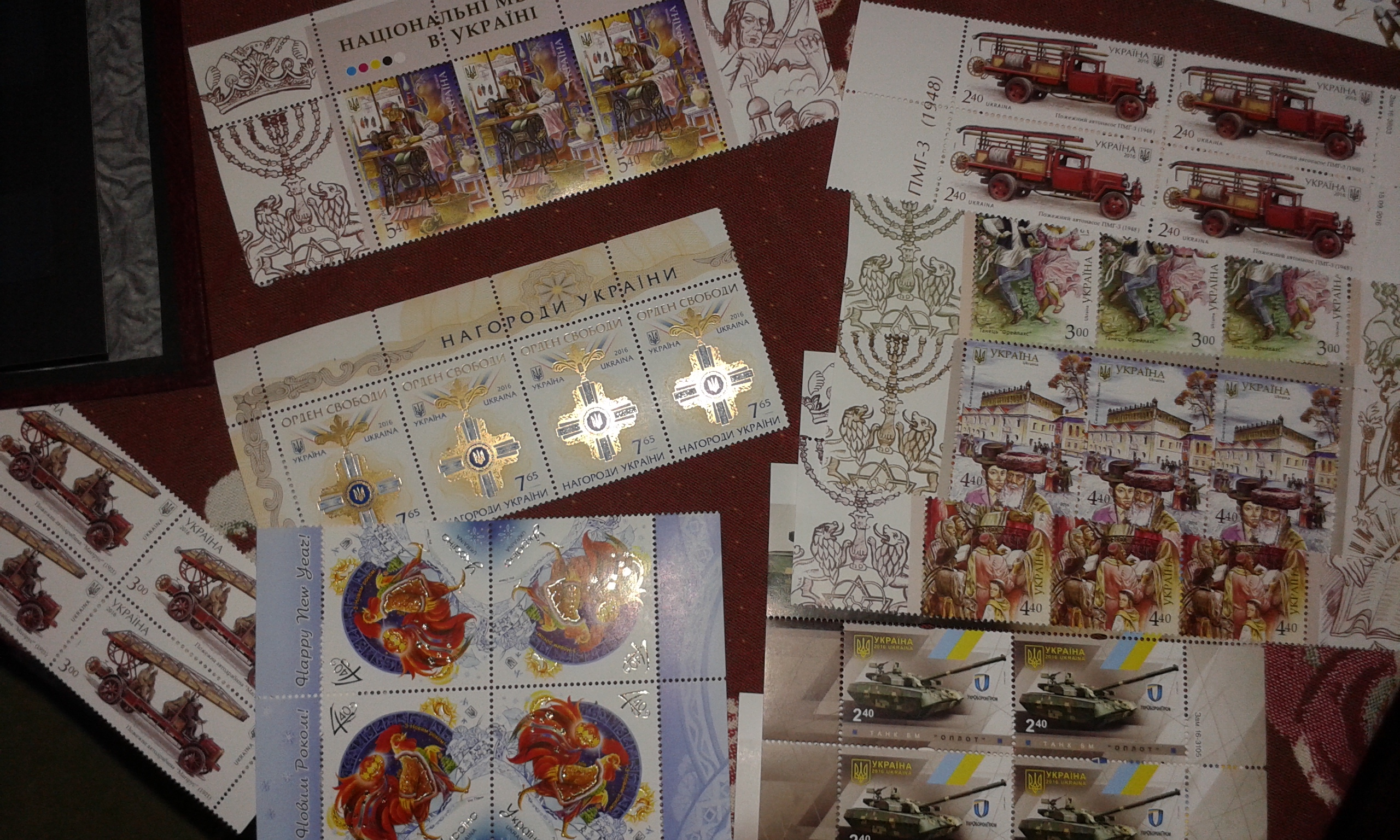
Знаки поштової оплати України 2016

Знаки поштової оплати України 2016 — перелік поштових марок, введених в обіг Укрпоштою у 2016 році.
З 15 січня по 31 грудня 2016 року було випущено 70 пам'ятних (художніх, комеморативних) поштових марок. Тематика комеморативних марок охопила ювілеї визначних дат, подій, пам'яті видатних діячів культури та інши. До обігу надійшли знаки поштової оплати номіналом в 0,05; 0,20; 0,40; 0,50; 2,00; 2,40; 3,00; 4,40; 5,00; 5,25; 5,40; 6,00; 7,65 та 10,00 гривень, а також додатковий тираж восьмого випуску стандартних марок із літерним номіналом «F», «N», «V».
Марки було надруковано державним підприємством «Поліграфічний комбінат „Україна“» (Київ)
Перелік відсортований за датою введення.

## Список комеморативних марок
| № у каталозі                                                                        | Зображення | Опис та джерело | Номінал                | Дата введення в обіг   | Тираж   | Дизайн                           |
| ----------------------------------------------------------------------------------- | ---------- | --- | ---------------------- | ---------------------- | ------- | -------------------------------- |
| Блок № 141 № 1482 № 1483 № 1484 № 1485                                              |            | Серія «Краса і велич України». Блок «Краса і велич України. Запорізька область» - Гелікоптер Мі-8МСБ - Національний заповідник «Хортиця» - Кам'яна баба, музей-заповідник «Кам'яна могила» - Дніпрогес, м. Запоріжжя | 2,40 3,00 6,00 гривень | 15 січня 2016 року     | 23 000  | Олександр Калмиков               |
| № 1486                                                                              |            | Серія «Краса і велич України»: Біла альтанка, о. Хортиця | 2,40 гривні            | 15 січня 2016 року     | 130 000 | Олександр Калмиков               |
| Блок № 142 № 1487 № 1488 № 1489 № 1490                                              |            | Серія «Краса і велич України»: Блок «Краса і велич України. Закарпатська область» - Замок Паланок, м. Мукачеве - Водоспад Шипіт - Михайлівська церква, м. Свалява - Українська дівчина | 2,40 3,00 6,00 гривень | 4 березня 2016 року    | 30 000  | Олександр Калмиков               |
| № 1491                                                                              |            | Серія «Краса і велич України»: Залізничний вокзал, м. Ужгород | 2,40 гривні            | 4 березня 2016 року    | 130 000 | Олександр Калмиков               |
| № 1492                                                                              |            | Серія «Національна військова техніка»: Бронетранспортер «Дозор—Б» | 2,40 гривні            | 25 березня 2016 року   | 130 000 | Олександр Харук та Сергій Харук  |
| № 1493                                                                              |            | Серія «Національна військова техніка»: Танк БМ «Оплот» | 2,40 гривні            | 25 березня 2016 року   | 130 000 | Олександр Харук та Сергій Харук  |
| № 1494                                                                              |            | «Еней був парубок моторний…» Худ. Анатолій Базилевич | 5,25 гривні            | 1 квітня 2016 року     | 130 000 | Світлана Бондар                  |
| № 1495                                                                              |            | «Думай зелено! Think green!» EUROPA | Літерний номінал «N»   | 15 квітня 2016 року    | 99 000  | Доксіа Сергіду (Республіка Кіпр) |
| № 1496                                                                              |            | «Чорнобиль — трагедія людства» | 2,40 гривні            | 26 квітня 2016 року    | 121 000 | Олександр Харук та Сергій Харук  |
| № 1497                                                                              |            | Іван Марчук «Скажи мені правду». 1994 | 2,40 гривні            | 12 травня 2016 року    | 130 000 | Іван Марчук                      |
| № 1498                                                                              |            | Михаїл Булгаков (1891—1940) | 2,40 гривні            | 13 травня 2016 року    | 130 000 | Василь Василенко                 |
| № 1499                                                                              |            | Національна збірна України з футболу: перший ряд — Шевчук, Федецький, Ротань, Коноплянка; другий ряд — Ракицький, Хачеріді, Степаненко, П'ятов, Кравець, Ярмоленко, Гармаш | 7,65 гривні            | 22 травня 2016 року    | 130 000 | Сергій Горобець                  |
| № П-18                                                                              |            | Проект «Власна марка» Поштова марка персоніфікована | Літерний номінал «V»   | 27 травня 2016 року    | 149 996 |                                  |
| № 1500 № 1501 № 1502 № 1503 № 1504 № 1505 № 1506 № 1507 № 1508 № 1509 № 1510 № 1511 |            | Марковий аркуш «Київські князівни на престолах Європи» - Анна (1032—1075) - Малфрідь (Малмфред) (1095/1102-1137) - Вишеслава (Вислава) (1047—1089) - Єфимія (Євфемія) (1096—1138) - Євпраксія—Адельхайра (1071—1109) - Єлизавета—Елісів (1025—1076) - Анастасія—Агмунда (1020—1074/1094) - Збислава (1090—1114) - Доброніга (Доброгніва)—Марія (1012—1087) - Предслава (1090—1109) - Євпраксія (Добродія)—Ірина (1108—1172) - Єфросинія (Фрузіна) (1130—1193) | 7,65 гривні            | 27 травня 2016 року    | 35 000  | Василь Василенко                 |
| № 1512                                                                              |            | Іван Миколайчук (1941—1987) | 2,40 гривні            | 15 червня 2016 року    | 130 000 | Микола Кочубей                   |
| № 1513                                                                              |            | Серія «Національна військова техніка»: Фрегат «Гетьман Сагайдачний» | 5,40 гривні            | 2 липня 2016 року      | 122 000 | Олександр Харук та Сергій Харук  |
| № 1514                                                                              |            | Олімпійські ігри 2016. Ріо-де-Жанейро | 4,40 гривні            | 23 липня 2016 року     | 131 000 | Володимир Таран                  |
| Блок № 143 № 1515                                                                   |            | Блок «Коломия. 775 років з часу першої літописної згадки» | 7,65 гривні            | 19 серпня 2016 року    | 30 000  | Володимир Таран                  |
| Блок № 144 № 1516 № 1517 № 1518 № 1519                                              |            | Серія «Краса і велич України»: Блок «Краса і велич України. Луганська область» - Луганська державна академія культури і мистецтв - Півонія тонколиста. (Paeonia tenuifolia) - Храм-школа Олександра Невського, смт. Селезнівка - Бабак. (Marmota bobak) | 2,40 3,00 6,00 гривень | 23 серпня 2016 року    | 30 000  | Олександр Калмиков               |
| № 1520                                                                              |            | Серія «Краса і велич України»: «Залізничний вокзал, м. Луганськ» | 2,40 гривні            | 23 серпня 2016 року    | 130 000 | Олександр Калмиков               |
| № 1521                                                                              |            | Серія «Нагороди України»: «Орден Свободи» | 7,65 гривні            | 24 серпня 2016 року    | 130 000 | Сергій Лук'яненко                |
| № 1522                                                                              |            | Серія «Національні меншини в Україні. Євреї»: - Танець «Фрейлахс»; | 3,00 гривні            | 27 серпня 2016 року    | 130 000 | Микола Кочубей                   |
| № 1523                                                                              |            | Серія «Національні меншини в Україні. Євреї»: - Рош Гашана; | 4,40 гривні            | 27 серпня 2016 року    | 130 000 | Микола Кочубей                   |
| № 1524                                                                              |            | Серія «Національні меншини в Україні. Євреї»: - Синагога в м. Жовква; | 4,40 гривні            | 27 серпня 2016 року    | 130 000 | Микола Кочубей                   |
| № 1525                                                                              |            | Серія «Національні меншини в Україні. Євреї»: - Кравець | 5,40 гривні            | 27 серпня 2016 року    | 130 000 | Микола Кочубей                   |
| № 1526                                                                              |            | Серія «Овочі»: - Помідор Solanum lycopersicum L. | 2,40 гривні            | 27 вересня 2016 року   | 100 000 | Наталія Кохаль                   |
| № 1527                                                                              |            | Серія «Овочі»: - Огірок Cucumis sativus L. | 3,00 гривні            | 27 вересня 2016 року   | 100 000 | Наталія Кохаль                   |
| № 1528                                                                              |            | Серія «Овочі»: - Баклажан Solanum melongena L. | 4,40 гривні            | 27 вересня 2016 року   | 100 000 | Наталія Кохаль                   |
| № 1529                                                                              |            | Серія «Овочі»: - Перець стручковий Capsicum annuum L. | 5,40 гривні            | 27 вересня 2016 року   | 100 000 | Наталія Кохаль                   |
| № 1530                                                                              |            | 75 років. Трагедія Бабиного Яру — біль української землі. | 2,40 гривні            | 29 вересня 2016 року   | 125 000 | Олександр Харук та Сергій Харук  |
| № 1531                                                                              |            | Михайло Грушевський (1866—1934). | 2,40 гривні            | 29 вересня 2016 року   | 130 000 | Сергій Лук'яненко                |
| № 1532                                                                              |            | Богдан Ступка (1941—2012). | 2,40 гривні            | 5 жовтня 2016 року     | 130 000 | Василь Василенко                 |
| № 1533                                                                              |            | Серія «Історія пожежного транспорту України»: - Пожежний автонасос «Бенц-Гаггенау» (1916); | 4,40 гривні            | 12 жовтня 2016 року    | 130 000 | Валерій Руденко                  |
| № 1534                                                                              |            | Серія «Історія пожежного транспорту України»: - Пожежна автодрабина «Магірус» (1921); | 3,00 гривні            | 12 жовтня 2016 року    | 130 000 | Валерій Руденко                  |
| № 1535                                                                              |            | Серія «Історія пожежного транспорту України»: - Пожежний автонасос «ПМГ-3» (1948) | 2,40 гривні            | 12 жовтня 2016 року    | 130 000 | Валерій Руденко                  |
| № 1536 № 1537 № 1538 № 1539 № 1540 № 1541 № 1542 № 1543 № 1544                      |            | Марковий аркуш «Легенди українського мотокросу» - Мотоспорт 1956. Леонід Братковський. Мотоцикл «М-72» 750 см3 - Мотоспорт 1963. Ігор Григор'єв. Мотоцикл «CZ» 250 см3 - Мотоспорт 1965. Вадим Горулько. Мотоцикл «КОВРОВЕЦ» 250 см3 - Мотоспорт 1972. Олексій Кібірін. Мотоцикл «CZ» 250 см3 - Мотоспорт 1967. Леонід Шинкаренко. Мотоцикл «CZ» 250 см3 - Мотоспорт 1973. Володимир Овчінніков. Мотоцикл «CZ» 500 см3 - Мотоспорт 1977. Володимир Кавінов. Мотоцикл «КТМ» 250 см3 - Мотоспорт 1975. Борис Погановський, Євгеній Нечипоренко. Мотоцикл «ДНЕПР» 750 см3 - Мотоспорт 1975. Євгеній Рибальченко. Мотоцикл «CZ» 250 см3 | 3,00 гривні            | 28 жовтня 2016 року    | 35 000  | Василь Василенко                 |
| № 1545                                                                              |            | «Рік Півня. З Новим роком!» | 4,40 гривні            | 11 листопада 2016 року | 140 000 | Тетяна Нестерова                 |
| № П-19                                                                              |            | Проект «Власна марка» Поштова марка персоніфікована Святий Миколай | Літерний номінал «V»   | 1 грудня 2016 року     | 199 998 |                                  |
| № 1546 № 1547 № 1548 № 1549                                                         |            | Випуск за програмою Всесвітнього фонду захисту природи (WWF) «Нічниця довговуха Myotis bechsteinii» | Літерний номінал «N»   | 30 грудня 2016 року    | 150 000 | Наталія Кохаль                   |

## Восьмий випуск стандартних поштових марок
У 2016 році були введені в обіг додруківки марок восьмого стандартного випуску:
| № у каталозі | Зображення | Опис та джерело        | Номінал              | Дата введення в обіг | Тираж                  | Дизайн          |
| ------------ | ---------- | ---------------------- | -------------------- | -------------------- | ---------------------- | --------------- |
| № 1179       |            | Горобина звичайна      | 0,05 гривні          |                      | I — 3 000 II — 13 000  | Володимир Таран |
| № 1170       |            | Робінія (Акація біла)  | 0,20 гривні          |                      | I — 3 000 II — 13 000  | Володимир Таран |
| № 1171       |            | Горіх волоський        | 0,40 гривні          |                      | I — 10 000             | Володимир Таран |
| № 1181       |            | Гіркокаштан звичайний  | 0,50 гривні          |                      | I — 7 000              | Володимир Таран |
| № 1182       |            | Дуб звичайний          | 2,00 гривні          |                      | I — 17 000 II — 14 000 | Володимир Таран |
| № 1174       |            | Липа серцелиста        | 3,00 гривні          |                      | I — 18 000 II — 12 000 | Володимир Таран |
| № 1176       |            | Вільха сіра            | 5,00 гривень         |                      | I — 10 000             | Володимир Таран |
| № 1178       |            | Осика                  | 10,00 гривень        |                      | I — 3 000 II — 6 000   | Володимир Таран |
| № 1477       |            | Бересклет європейський | Літерний номінал «F» |                      | I — 3 000 II — 5 000   | Володимир Таран |
| № 1456       |            | Дерен справжній        | Літерний номінал «V» |                      | I — 15 000             | Володимир Таран |

## Конверти першого дня гашений
| № у каталозі                  | Конверт | Штемпель                             | Опис та джерело                                      | Дата введення в обіг   | Тираж | Дизайн                          |
| ----------------------------- | ------- | ------------------------------------ | ---------------------------------------------------- | ---------------------- | ----- | ------------------------------- |
| № КПД 582 № ШПД 656           |         |                                      | «Еней був парубок моторний…» Худ. Анатолій Базилевич | 1 квітня 2016 року     | 2 200 | Олексій Базилевич               |
| № КПД 589 № ШПД 665, 666, 667 |         |                                      | Іван Миколайчук (1941—1987)                          | 15 червня 2016 року    | 4 900 | Микола Кочубей                  |
| № КПД 589 № ШПД 665, 666, 667 |         |                                      | Іван Миколайчук (1941—1987)                          | 15 червня 2016 року    | 4 900 | Микола Кочубей                  |
| № КПД 589 № ШПД 665, 666, 667 |         |                                      | Іван Миколайчук (1941—1987)                          | 15 червня 2016 року    | 4 900 | Микола Кочубей                  |
| № КПД 590 № ШПД 668           |         |                                      | Фрегат «Гетьман Сагайдачний                          | 2 липня 2016 року      | 2 200 | Олександр Харук та Сергій Харук |
| № КПД 603 № ШПД 683           |         |                                      | Пожежний автонасос «Бенц-Гаггенау» (1916)            | 12 жовтня 2016 року    | 2 400 | Валерій Руденко                 |
| № КПД 604 № ШПД 683           |         | Пожежна автодрабина «Магірус» (1921) | 2 400                                                | 12 жовтня 2016 року    |       | Валерій Руденко                 |
| № КПД 605 № ШПД 683           |         | Пожежний автонасос «ПМГ-3» (1948)    | 2 400                                                | 12 жовтня 2016 року    |       | Валерій Руденко                 |
| № КПД 594 № ШПД 674, 675      |         |                                      | Серія «Нагороди України»: «Орден Свободи»            | 24 серпня 2016 року    | 4 700 | Сергій Лук'яненко               |
| № КПД 607 № ШПД 685           |         |                                      | «Рік Півня. З Новим роком!»                          | 11 листопада 2016 року | 2 600 | Тетяна Нестерова                |